# Jacqueline (boisson)
Pour les articles homonymes, voir Jacqueline.
La jacqueline est un cocktail alcoolisé contenant du vin blanc, de la limonade et de la grenadine,,.

## Description
La jacqueline est une boisson alcoolisée souvent associée à la convivialité. Le vin blanc est un alcool facile à boire, la limonade amène de la fraîcheur et une effervescence, la grenadine une touche sucrée et fruitée. La jacqueline est appréciée pour son goût mais aussi pour son coût très abordable. On l'appelle familièrement la « jaja ».
En France, la jacqueline est très populaire dans le sud-ouest, lors des fêtes basques, landaises ou aveyronnaises et particulièrement dans les férias.
Cette boisson est aussi un élément majeur des fêtes étudiantes des écoles ingénieurs des groupes Polytech, INSA et UT. Cet alcool est aussi la source d'une musique étudiante du groupe Polytech intitulée "La petite jaja". Chanson très populaire chantée par tous les polypotes à l'incontournable évènement rezo de Polysound.
« On l'aime bien la p'tite jaja,
elle est si belle et si gentille !
On l'aime bien, qui ça ?
La p'tite jaja, où ça ?
A Polytech »
La boisson est également populaire chez les Bitards.

## Recette
La recette peut être agrémentée de glaçons, : 
- 70 % vin blanc
- 20 % limonade
- 10 % de grenadine

## Variantes

### Vin
Il existe aussi la jacqueline rosée, qui contient du vin rosé à la place du vin blanc. 

### Limonade
La limonade peut être remplacée par un autre soda.

### Alcool
La jacqueline contient parfois de la vodka ou un autre alcool fort, afin de la rendre plus corsée.

### Poitiers
La jacqueline contient du Ricard et du Curaçao et surtout un peu de cubi de blanc.